# Nanotechnologie en ADN

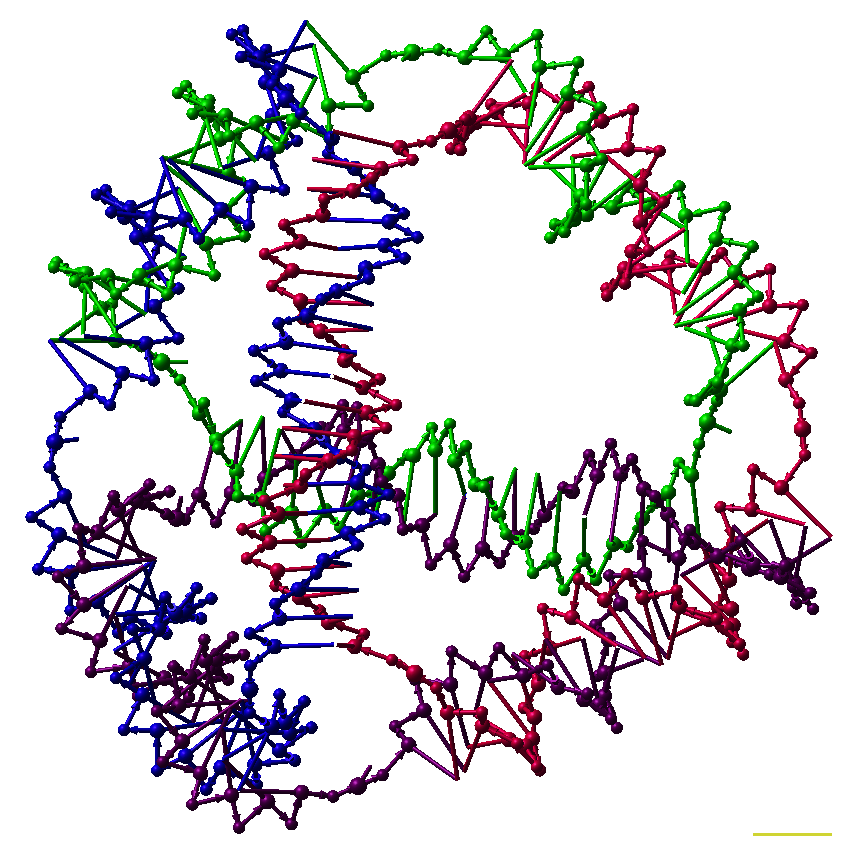
La nanotechnologie en ADN s'intéresse à la conception de structures naines artificielles à partir d'acides nucléiques, telles que ce tétraèdre. Ici, chacun de ses bords est une double hélice d'ADN de 20 paires de base, et chaque tête est une raccordement de trois bras. Les quatre faces tétraédriques se colorent selon les quatre brins d'ADN qui les forment.

La nanotechnologie en ADN est la conception et fabrication de structures en acide nucléique artificiel en tant que composantes de structures naines au lieu des porteurs de gènes dans les cellules vivantes. L'ADN se prête à cette utilisation parce qu'elle respecte un strict appariement de ses bases nucléiques pour former des doubles hélices fortes et solides. Cette caractéristique permet une conception rationnelle de séquences de base qui s'assembleront pour former des structures à l'échelle naine dotées des particularités visées. L'ADN est le matériau prédominant, mais on s'est servi d'autres acides nucléiques tels que l'ARN, et l'ANP (acide nucléique peptidique), d'où l'appellation possible de nanotechnologie en acide nucléique pour décrire ce domaine. 
Les fondations de la nanotechnologie en ADN furent établies par Nadrian Seeman au début des années 1980, et le champ se mit à susciter un intérêt plus répandu depuis les années 2000. Les savants de ce créneau ont réussi à produire des structures fixes (comme des formes en deux et trois dimensions ou des fils conducteurs) en plus de structures fonctionnelles, comme des machines moléculaires ou des nanorobots. On emploie un nombre d'approches d'assemblage pour créer ces structures, y compris des formes faites à partir de tuiles plus petites, des formes brochées et des architectures non fixes reconfigurables (où les brins se déplacent). Le champ est en train de devenir un outil pour résoudre des problèmes des sciences fondamentales dans la biologie structurelle et la physique du vivant en plus d'applications dans la cristallographie et la spectroscopie pour reconnaître la structure des protéines. Des enquêtes sur son application dans l'électronique menue ou la nanomédecine sont en cours.
Il est possible de diviser ce domaine de la nanotechnologie en deux sous-domaines qui se chevauchent: la nanotechnologie en ADN structurelle et la nanotechnologie en ADN dynamique. La nanotechnologie en ADN structurelle (ADNS) se concentre sur la fabrication et la caractérisation de complexes et matériaux d'acide nucléique qui s'assembleront en un état équilibré et stable. De l'autre côté, la nanotechnologie en ADN dynamique (ADND) se penche sur des corps non équilibrés disposés à se reconfigurer grâce à un stimulant chimique ou physique. Certaines structures, telles que les appareils nains à but médical allient des traits des deux sous-domaines.

## Propriétés des acides nucléiques

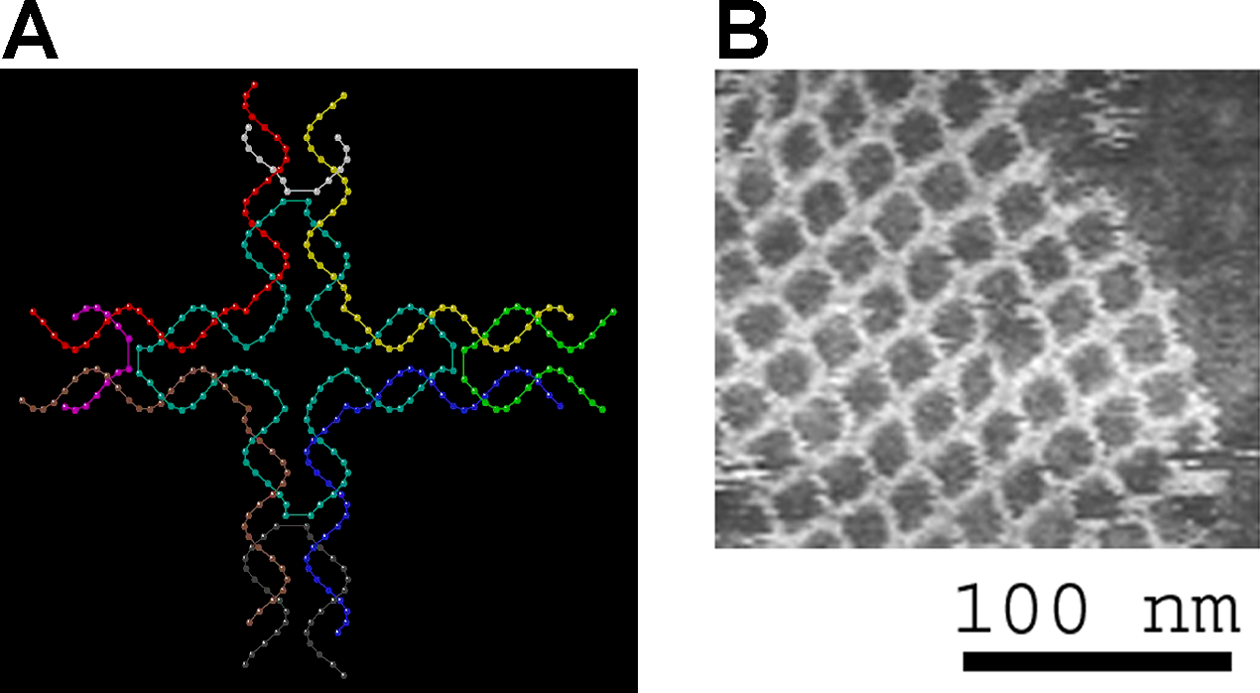
La structure en ADN à gauche s'assemblera d'elle-même pour former la structure à droite, visionnée par microscope à force atomique.

La nanotechnologie se définit comme l'étude de matériaux et appareils dont les composants sont à une échelle inférieure à 100nm. La nanotechnologie en ADN, en particulier, est un exemple d'un auto-assemblage moléculaire d'en bas, où les composants moléculaires s'organisent spontanément pour former des structures stables. Leur forme particulière est décidée par les propriétés des composants que sélectionnent les concepteurs. Dans ce domaine, les éléments sont des brins d'acides nucléiques, tels que l'ADN, qui conviennent bien à la construction naine étant donné qu'un double hélice d'acide nucléique a un diamètre de 2 nm et un intervalle de 3,5 nm. La propriété fondamentale qui rend les acides nucléiques plus adaptés que d'autres matériaux est que la liaison entre deux brins nucléiques dépend de règles d'appariement simples et bien compris. Ainsi, on peut maîtriser l'assemblage de ces structures grâce à un agencement pensé des acides nucléiques. Ce trait n'existe pas chez les autres matériaux utilisés dans la nanotechnologie, y compris les protéines (dont la conception s'avère difficile) et les particules naines, incapables de s'assembler d'elles-mêmes.
La structure d'une molécule d'acide nucléique se compose d'une suite de nucléotides, définis par la base nucléique qu'ils contiennent. Les quatre bases de l'ADN sont l'adénine (A), la cytosine (C), la guanine (G) et la thymine (T). Les bases ne se lient qu'à une base complémentaire, c'est-à-dire A à T, et C à G. Parce que la formation de paires bien assorties est efficace sur le plan énergétique, on s'attend à l'assemblage des brins d'acide nucléique ayant le plus d'appariements corrects. Ainsi, la suite de bases des brins définit les liaisons et la structure d'ensemble d'une façon qu'on peut facilement maîtriser.

## Nanotechnologie en ADN structurelle
Les structures construites par la nanotechnologie en ADN profitent d'acides nucléiques (noyaïques) ramifiés, alors que la plupart d'ADN biologique est en double hélice sans bifurcations. Une des structures les plus simples est une jonction à quatre bras composée de quatre brins d'ADN, dont certaines portions s'accordent dans un agencement spécifique. À la différence d'une jonction de Holliday naturelle, chaque bras de la jonction artificielle figée a une différente séquence de bases, fixant la croisée de la jonction dans une certaine position. Plusieurs jonctions peuvent être nouées dans le même complexe, comme la forme courante de la double-croisée (DX), qui comprend deux doubles hélices parallèles avec une croisée des brins à deux points. Sur place, chaque croisement est lui-même une jonction à quatre bras, limitée à une seule orientation par opposition à la jonction flexible, ce qui garantit une rigidité apte à son rôle comme composante de structures en ADN plus grandes.

## Nanotechnologie en ADN dynamique
La nanotechnologie en ADN dynamique se concentre sur la création de systèmes en acide nucléique dotés de fonctions dynamiques, c'est-à-dire leur capacité de se déplacer.